# 雷堡-洛库姆
雷堡-洛库姆（德語：Rehburg-Loccum，發音：[ˌʁeːbʊʁk ˈlɔkʊm] ⓘ）是德国下萨克森州威悉河畔宁堡县的城市，面积99.97平方千米，2023年12月31日人口为10,188人。